# Klattenhof
Klattenhof ist ein Ortsteil der Gemeinde Dötlingen im niedersächsischen Landkreis Oldenburg im Naturpark Wildeshauser Geest.
Die etwa acht Kilometer nordöstlich des Dötlinger Ortskerns und südwestlich des Staatsforstes Stühe gelegene Bauerschaft hat 125 Einwohner (Stand: 1. August 2022) und weist mehrere landwirtschaftliche Vollerwerbsbetriebe auf. Zu Klattenhof gehört neben den Einzelgehöften Brandkuhle, Feldhake und dem Gut Welsburg auch das etwa 55 Hektar umfassende Welsburger Holz. Die Hunte-Ochtum-Wasserscheide durchschneidet Klattenhof in nordwestlicher Richtung.
Der Verein Dorfgemeinschaft Klattenhof, Im Dorfe 8, pflegt den Zusammenhalt des Dorfes.

## Sehenswert
- Gut Welsburg, Welsburger Damm 2, mit Wohn- und Wirtschaftsgebäude von 1823
- Wohn- und Wirtschaftsgebäude Im Dorfe 8, Hallenhaus in Fachwerk von 1873, heute Dorphus
- Wohn- und Wirtschaftsgebäude Im Dorfe 2: Heuerhaus Hische als Zweiständer-Hallenhaus in Fachwerk von 1826
- Ehemalige Revierförsterei Stühe; Wohn- und Wirtschaftsgebäude von 1752 in Fachwerk, massives  Wohnhaus wohl vom Ende 19. Jahrhunderts

## Persönlichkeiten
- Hasen-Ahlers (1831–1913), war der berühmteste Wilddieb des Oldenburger Landes[3]
- Helga Schmidt (1937–2018), Schwimmerin, Teilnehmerin bei drei Olympischen Spielen 1956, 1960 und 1964, wohnte in Klattenhof